# Samuel Garbett
Samuel Garbett (1717 – 5 décembre 1803), potier et sidérurgiste,  fut l'un des plus importants industriels anglais du XVIIIe siècle. Il fut parmi les premiers investisseurs dans la société de l'inventeur Lewis Paul, en 1738, qui créa l'une des premières machines à filer le coton à roues.

## Biographie
Dès 1749, il fonde avec son ami le philosophe et scientifique John Roebuck une usine à Prestonpans, près d'Édimbourg en Écosse pour la production d'acide, qui bénéficie d'un monopole pour quelques années et leur permet de produire aussi des céramiques blanches ou noires, mais se fait ensuite concurrencer car ils n'ont pas déposé de brevet. 
En 1759, tous deux fondent une usine sidérurgique, la Carron Company, à Carron, dans le Stirlingshire, au bord d'une rivière apportant de l'énergie hydraulique, associés avec l'armateur écossais William Caddell. Mais les trois hommes ont du mal à se mettre d'accord sur l'organisation de la société, qui est victime de la crise financière de 1772-1773.
Pour la première fois, le charbon de bois est remplacé par de la coke, extraite des mines. En 1764, la société décroche un contrat pour fournir les forces armées britanniques, la Royal Navy souhaitant encourager cette innovation. Le sulfate de fer permet le placage au fer des boulets de canon.
Le succès de cette entreprise donne des idées à tous les propriétaires de terrains où se trouvent des gisements de coke. L'un d'eux, le Duc de Bridgewater, s'endette en 1761 pour creuser le canal de Bridgewater, qui achemine le charbon sur 65 kilomètres jusqu'à Manchester.
La Royal Navy retire cependant à l'entreprise de John Roebuck le marché en 1773, neuf ans plus tard, la qualité de la fonte pour les canons ne justifiant pas leur prix. Le gendre de Samuel Garbett, l'ingénieur chimiste Charles Gascoigne (1738 – 1806), développe alors un nouveau type de canon appelé « carronade », de courte portée, reposant sur une faible vitesse de départ des projectiles, moins chers. Il est adopté par la Royal Navy en 1779. Charles Gascoigne reste dans l'entreprise de John Roebuck jusqu'en 1786, l'année où il part réorganiser la production de canons en Russie.
Samuel Garbett fut par ailleurs l'un des financiers en 1782 de l'imprimeur, papetier et romancier Robert Bage (1730-1801), un ami d'Erasmus Darwin, John Whitehurst et William Hutton. Président du Birmingham Commercial Committee, il a participé à la société pour l'abolition de l'esclavage de Birmingham, comme la plupart des entrepreneurs de la ville en 1785 et la plupart de ceux de Manchester.